# Acrótato (filho de Areu I)
 Acrótato (em grego: Ἀκρότατος; romaniz.: Akrótatos; Esparta, ? — c. 262 a.C.) foi rei de Esparta e sucessor de seu pai, Areu I, em 265 a.C.. Obrigou Pirro, rei do Epiro, a levantar o cerco de Esparta.

## Família
Seu avô, Acrótato, filho do rei Cleômenes II morreu antes do rei, e outro filho de Cleômenes, Cleônimo, tinha pretensões ao trono. A disputa foi decidida pelo senado (gerúsia), mas o resultado deixou Cleônimo muito irritado.

## Reinado de Areu I
Ele tornou-se amante de Quilônis, filha de Leotíquides, que era esposa de Cleônimo; Quilônis, provavelmente, foi mãe de seu filho Areu II.
Durante o reinado de seu pai Areu I, filho de Acrótato, filho de Cleômenes,[carece de fontes?] a Grécia foi invadida por Pirro, rei do Epiro e por Antígono Gónatas.
Areu morreu em batalha, em Corinto.

## Morte
Acrótato morreu em Megalópolis, lutando contra o tirano Aristodemo, deixando sua mulher grávida. Seu parente Leônidas tornou-se regente e guardião da criança, e quando Areu II morreu de doença aos oito anos de idade, Leônidas tornou-se rei (Leônidas II).